# 古山師政
古山 師政（ふるやま もろまさ、生没年不詳）とは、江戸時代の浮世絵師。

## 来歴
古山師重の子。姓は古山、名は新七郎（一説には新九郎とも）。月々堂、文志、文翅と号す。はじめは菱川昌則と称した。江戸両国の江市長屋に住んでいたと伝わる。『浮世絵類考』の一本には師政について「画法を師宣に学ぶ」と記されているが、「此の人に至りて菱川の画風を失ふ」ともあり、残されている作品を見てもその画風は菱川派ではなく、同じ時代に活躍した奥村政信や石川豊信、上方の西川祐信といった絵師たちの影響を受けているといわれる。従来作画期は宝永から延享の頃にかけてとされていたが、「浮世絵屏風」（今治市河野美術館蔵）の発見により、師政は元禄10年（1697年）前後には菱川派の画風で絵を制作し父師重の代筆をしており、更に元禄14年（1701年）頃には菱川一門を離れたことが判明した。現在までに師政の作として大判漆絵、浮絵、墨摺絵、紅絵（柱絵2点、浮絵3点を含む）の他に、多くの肉筆画が確認されている。

## 作品

### 木版画
- 「吉田街道」　大判墨摺絵　東京国立博物館所蔵
- 「新吉原座舗けんすもふ」　横大判紅絵　東京国立博物館所蔵
- 「吉原大門雪景色」　横大判紅絵
- 「括り猿持てる美人」　柱絵（漆絵）　東京国立博物館所蔵
- 「品川汐干の図」　大判紅絵　シカゴ美術館所蔵
- 「湯上り美人」　幅広柱絵（紅絵）　ギメ東洋美術館所蔵

### 肉筆画
| 作品名                                                          | 技法     | 形状・員数    | 寸法（縦x横cm） | 所有者                               | 年代            | 款記                         | 印章                   | 備考 |
| --------------------------------------------------------------- | -------- | ------------- | --------------- | ------------------------------------ | --------------- | ---------------------------- | ---------------------- | --- |
| 踊りの稽古図                                                    | 紙本着色 | 1幅           | 43.8x48.8       | 東京国立博物館                       |                 | 「月々堂古山師政画」         | 「師政之印」白文方印   | |
| 梅下美人図                                                      | 紙本着色 | 1幅           | 84.8x27.3       | 東京国立博物館                       |                 | 「古山師政画」               | 「師政之印」白文方印   | 「そのぬしは 誰そや素顔の うめ一木 色をも香をも しる人そしる 墨荘主人第」の画賛あり |
| 男女図                                                          | 紙本着色 | 1幅           | 61.7x28.9       | 東京国立博物館                       | 延享-寛延年間頃 |                              |                        | |
| 舟遊図                                                          | 絹本着色 | 1幅           |                 | 出光美術館                           |                 | 「大和繪古山師政圖」         | 朱文瓢形印（印文不明） | |
| 巴屋店先図                                                      | 紙本着色 |               |                 | 浮世絵太田記念美術館                 |                 | 「月々堂 古山師政画」        |                        | |
| 太夫と禿図                                                      | 紙本着色 |               |                 | 浮世絵太田記念美術館                 |                 |                              |                        | |
| 美人ほととぎす図                                                | 絹本着色 |               |                 | ニューオータニ美術館                 |                 |                              |                        | |
| 遊楽図                                                          | 紙本着色 |               |                 | ニューオータニ美術館                 |                 |                              |                        | |
| 吉原遊興図                                                      | 紙本着色 |               |                 | 千葉市美術館                         |                 |                              |                        | |
| 玉の輿図                                                        | 紙本着色 |               |                 | MOA美術館                            |                 | 「古山師政画」               | 「師政之印」白文方印   | |
| 立ち美人                                                        | 紙本着色 |               |                 | 光記念館                             |                 | 「古山師政」                 | 「師政之印」白文方印   | 那須ロイヤル美術館（小針コレクション）旧蔵 |
| 柳下納涼                                                        | 絹本着色 |               |                 |                                      |                 | 「大和繪師古山師政圖」       |                        | 那須ロイヤル美術館（小針コレクション）旧蔵 |
| 遊女道中                                                        | 紙本着色 |               |                 |                                      |                 | 「古山師政」                 | 「文翅」朱文瓢箪形印   | 那須ロイヤル美術館（小針コレクション）旧蔵 |
| 蚊帳美人図                                                      | 紙本着色 |               |                 | 奈良県立美術館                       |                 | 「古山師政画」               | 「文翅」朱文瓢印       | |
| 湯上がり美人図                                                  | 紙本着色 |               |                 | 奈良県立美術館                       |                 |                              |                        | |
| 浮世絵屏風（歌舞伎遊楽図屏風）                                  | 紙本着色 | 六曲一双      |                 | 今治市河野美術館                     |                 |                              |                        | |
| 雨中花魁道中図                                                  | 紙本着色 |               | 27x37.7         | 大英博物館                           |                 | 無款記                       | 「師政之印」           | |
| 吾妻野楼図巻                                                    | 紙本着色 | 1巻（12枚継） | 約58x1356.8     | エジンバラ市立中央図書館             | 1710-30年頃     | 「大和繪古山師政圖」（楷書） |                        | お雇い外国人だったヘンリー・ダイアー旧蔵。後にダイヤーの娘がエジンバラ市立中央図書館に寄贈し、2009年に再発見された。住友財閥の支援によって修復され、2019年春からスコットランド国立博物館に新設される東アジアギャラリーで公開予定。 |
| しのぶやま図巻                                                  | 紙本着色 | 1巻           | 55.6x1608.5     | スティッベルト博物館（フィレンツェ） | 1710-30年頃     | 「大和繪古山師政圖」（行書） |                        | 本来は上記の「吾妻野楼図巻」と一具。落款に楷書と行書で変化をつけるのは、複数巻から成る版本の題簽などの揃物によく見られる趣向。七夕まつりの提灯に「元禄十三年 七月日」と書かれ、景観年代も同年（1700年）頃と見なせる。              |
| 遊女と禿図                                                      | 紙本着色 | 1幅           | 96x26.5         | 大英博物館                           |                 | 「古山師政画」               | 「師政之印」           | |
| 縁先に座す遊女図                                                | 紙本着色 | 1幅           | 114.6x50.9      | ボストン美術館                       | 寛保-延享年間   | 「月々堂 古山師政画」        | 「師政」朱文方印       | |
| 縁先に腰掛ける遊女図                                            | 紙本着色 | 1幅           | 87.5x32.5       | ボストン美術館                       | 享保-元文年間   | 「古山師政画」               | 「師政之印」白文方印   | |
| Portrait of Ichikawa Danjuro II as Kamakura no Gongorô          | 絹本着色 | 1幅           | 61.0x29.0       | シカゴ美術館                         | 1736年          |                              |                        | |
| Prostitute and her Attendant Walking in Front of the Iseya Shop | 紙本着色 | 1幅           | 81.2x29.8       | ミネアポリス美術館                   | 1720年頃        | 「古山師政画」               |                        | |
| 潮汲図                                                          |          | 三幅対        |                 |                                      |                 |                              |                        | 小林文七旧蔵 |

### 論文
- 内田欽三 「古山師政の研究―今治市河野美術館蔵『歌舞伎遊楽図屏風』をめぐって」『専修大学人文科学年報』第30号、2000年3月31日
- ロジーナ・バックランド 郡司直子・山本ゆかり訳 「古山師政筆「芝居町吉原遊郭図巻」について」『国華』第1466号、2017年12月20日、pp.3-18、ISBN 978-4-02-291466-8

### 画集・所蔵品図録
- 出光美術館編　『出光美術館蔵品図録　肉筆浮世絵』　平凡社、1988年
- 『蔵品図録』（第8集　絵画篇3）　奈良県立美術館、1989年
- 『小針コレクション　肉筆浮世絵』（第一巻）　那須ロイヤル美術館、1989年
- 『東京国立博物館所蔵　肉筆浮世絵』　東京国立博物館、1993年　※91頁
- 小林忠編　『肉筆浮世絵大観（1）　東京国立博物館 I 』　講談社、1994年　※211 - 212頁　ISBN 4-06-253251-4
- 小林忠編　『肉筆浮世絵大観（4）　MOA美術館』　講談社、1997年　※220頁　ISBN 4-06-253254-9
- 小林忠編　『肉筆浮世絵大観（9）　奈良県立美術館／京都府立総合資料館』　講談社、1996年　※165頁　ISBN 4-06-253259-X
- 小林忠編　『師宣と初期浮世絵』〈『日本の美術』363〉　至文堂、1996年
- 辻惟雄監修　『ボストン美術館　肉筆浮世絵』（第一巻）　講談社、2002年

### 事典類・概説書
- 日本浮世絵協会編　『原色浮世絵大百科事典』（第2巻）　大修館書店、1982年
- 国際浮世絵学会編　『浮世絵大事典』　東京堂出版、2008年　ISBN 978-4-4901-0720-3